# Difracción de electrones
La difracción de electrones es una técnica utilizada para estudiar la materia haciendo que un haz de electrones incida sobre una muestra y observando el patrón de interferencia resultante. Como fuera observado por primera vez por Louis de Broglie, este fenómeno ocurre gracias a la dualidad onda-partícula, que establece que una partícula de materia (en este caso el electrón que incide) puede ser descrita como una onda. Por esta razón, un electrón puede ser considerado como una onda muy similar al sonido o a ondas en el agua. Esta técnica es similar a la difracción de los rayos-X o la difracción de neutrones.

## Utilización
La difracción de electrones es frecuentemente utilizada en física y química de sólidos para estudiar la estructura cristalina de los sólidos. Estos experimentos se realizan normalmente utilizando un microscopio electrónico de transmisión (MET o TEM por sus siglas en inglés), o un Microscopio electrónico de barrido (MES o SEM por sus siglas en inglés), como el utilizado en la difracción de electrones por retrodispersión. En estos instrumentos, los electrones son acelerados mediante un potencial electrostático, para así obtener la energía deseada y disminuir su longitud de onda antes de que este interactúe con la muestra en estudio.
La estructura periódica de un sólido cristalino actúa como una rejilla de difracción, dispersando los electrones de una manera predecible. A partir del patrón de difracción observado es posible deducir la estructura del cristal que produce dicho patrón de difracción. Sin embargo, esta técnica está limitada por el problema de fase.
Aparte del estudio de los cristales, la difracción de electrones es también una técnica útil para el estudio de sólidos amorfos, y la geometría de las moléculas gaseosas.

## Historia
La hipótesis de De Broglie hecha dentro de su tesis, formulada al final de 1924, propone que las partículas también se comportan como ondas. Tres años más tarde, la fórmula de De Broglie se comprobó para los electrones (que poseen masa en reposo) mediante la observación de la difracción de electrones en dos experimentos independientes. Uno realizado por George Paget Thomson en la Universidad de Aberdeen, quien hizo pasar un haz de electrones a través de una delgada capa de metal y observó los patrones de interferencia predichos. El otro experimento lo realizaron Clinton Joseph Davisson y Lester Halbert Germer en los Laboratorios Bell, ellos hicieron pasar un haz de electrones a través de una rejilla cristalina. Por este trabajo, Thomson y Davisson compartieron el Premio Nobel de Física en 1937.

## Teoría

### Interacción de los electrones con la materia
A diferencia de otros tipos de radiación utilizados en estudios de difracción de materiales, tales como los rayos-X y los neutrones, los electrones son partículas que poseen carga e interactúan con la materia a través de la fuerza eléctrica. Esto significa que los electrones que inciden son influenciados tanto por la carga positiva del núcleo atómico como por los electrones que rodean el núcleo. En comparación, los rayos-X interactúan con la distribución espacial de los electrones en las capas exteriores (electrones de valor), mientras que los neutrones son dispersados por la fuerza de la interacción nuclear fuerte del núcleo. Además, el momento magnético de los neutrones es diferente de cero, por lo que también son dispersados por campos magnéticos. La diferencia en la manera en la que las tres formas de radiación interactúan con la materia permite que se puedan utilizar en diferentes tipos de análisis.

### Intensidad del haz difractado
En la aproximación cinemática para la difracción de electrones, la intensidad del haz difractado está dada por:
{\displaystyle I_{\mathbf {g} }=\left|\psi _{\mathbf {g} }\right|^{2}\propto \left|F_{\mathbf {g} }\right|^{2}}
Aquí {\displaystyle \psi _{\mathbf {g} }} es la función de onda del haz difractado y {\displaystyle F_{\mathbf {g} }} es el llamado factor de estructura que es dado por:
{\displaystyle F_{\mathbf {g} }=\sum _{i}f_{i}e^{-2\pi i\mathbf {g} \cdot \mathbf {r} _{i}}}
donde {\displaystyle \mathbf {g} } es el vector de dispersión del haz difractado, {\displaystyle \mathbf {r} _{i}} es la posición de un átomo {\displaystyle i} dentro de la celda unidad, y {\displaystyle f_{i}} es la capacidad de dispersión de un átomo, también llamado factor de forma atómico. El total es la suma de todos los átomos en la celda unidad.
El factor estructural describe la forma en que un haz de electrones será dispersado por los átomos de la celda unitaria del cristal, tomando en cuenta las diferencias en la capacidad de dispersión de los elementos en el término {\displaystyle f_{i}}. Dado que los átomos están distribuidos espacialmente en el grupo atómico, habrá una diferencia en la fase cuando se considere la amplitud de dispersión de dos átomos dados. Este desplazamiento de la fase está tomado en cuenta en el término exponencial de la ecuación.
El factor de forma atómico, o capacidad de dispersión
```
de un elemento depende del tipo de radiación que se utilice dado que los electrones interactúan con la materia en forma diferente de como lo hacen, por ejemplo los 
rayos-X
.
```

### Longitud de onda de los electrones
La longitud de onda de un electrón está dada por la ecuación De Broglie:
{\displaystyle \lambda ={\frac {h}{p}}}
Donde {\displaystyle h} es la constante de Planck y {\displaystyle p} el momento del electrón. Los electrones son acelerados en un potencial eléctrico {\displaystyle U} hasta la velocidad deseada: 
{\displaystyle v={\sqrt {\frac {2eU}{m_{0}}}}}
Aquí {\displaystyle m_{0}} es la masa del electrón, y {\displaystyle e} es la carga elemental. La longitud de onda del electrón será:
{\displaystyle \lambda ={\frac {h}{p}}={\frac {h}{m_{0}v}}={\frac {h}{\sqrt {2m_{0}eU}}}}
Sin embargo, en un microscopio de electrones la aceleración potencial es usualmente de varios miles de voltios lo que acelera al electrón a una considerable fracción de la velocidad de la luz. Un microscopio electrónico de barrido puede operar con una aceleración potencial de 10,000 voltios (10 kV) con lo que el electrón alcanza una velocidad de aproximadamente un 20% de la velocidad de la luz, mientras que un microscopio electrónico de transmisión puede operar a 200 kV elevando la velocidad del electrón hasta un 70% de la velocidad de la luz. Por consiguiente, necesitamos tomar en cuenta los efectos relativistas. La ecuación de la longitud de onda del electrón quedaría modificada de esta forma:
{\displaystyle \lambda ={\frac {h}{\sqrt {2m_{0}eU}}}{\frac {1}{\sqrt {1+{\frac {eU}{2m_{0}c^{2}}}}}}}
Donde {\displaystyle c} es la velocidad de la luz. El primer término en esta expresión se reconoce como la expresión derivada no-relativista, mientras que el último término se conoce como el factor de corrección relativista. La longitud de onda de los electrones en un microscopio electrónico de barrido a 10 kV es entonces de 12.3 x 10-12 m (12.3 pm) mientras que en un microscopio electrónico de transmisión operando a 200 keV la longitud de onda es de 2.5 pm. En comparación, la longitud de onda de los rayos-X utilizados en un difracción de rayos-X está en el orden de los 100 pm (Cu kα: λ=154 pm).

## Difracción de electrones en un microscopio electrónico de transmisión
La difracción de electrones en sólidos se realiza usualmente con un microscopio electrónico de transmisión donde los electrones pasan a través de una película ultradelgada del material en estudio. El patrón de difracción resultante es observado en una pantalla fluorescente, fotografiado en película o en forma digital.

### Beneficios
Como se ha mencionado arriba, la longitud de onda de un electrón acelerado en un microscopio electrónico por transmisión es bastante más pequeña que la de la radiación utilizada en los experimentos de difracción de rayos X. Una consecuencia de esto es que el radio de la esfera de Ewald es mayor en la difracción de electrones que en la difracción de rayos-X, con lo que el experimento de difracción puede revelar más de la distribución bidimensional de los puntos en la trama.
Además, el lente electrónico permite modificar la geometría del experimento de difracción. Conceptualmente, la geometría más simple es un haz paralelo de electrones incidiendo perpendicularmente sobre la muestra. Sin embargo, cuando los electrones inciden sobre el blanco en forma de cono permiten, en efecto, realizar una difracción con diferentes ángulos de incidencia al mismo tiempo. Esta técnica es llamada Difracción de Electrones de Haz Convergente (CBED por sus siglas en inglés), y puede revelar la simetría tridimensional del cristal.
En un microscopio electrónico de transmisión, se puede seleccionar un simple grano de cristal o partícula para realizar el experimento de difracción. Esto significa que estos experimentos pueden realizarse sobre cristales de tamaño nanométrico, mientras que otras técnicas de difracción deben utilizar una muestra multicristalina limitando la observación. Además, la difracción de electrones en un MET puede ser combinada con imágenes directas de la muestra, incluyendo imágenes de alta resolución de la trama del cristal, y otras técnicas tales como el análisis químico de la composición de la muestra mediante una espectroscopia de dispersión de energía con rayos-X, investigación de la estructura electrónica y atracción con una espectroscopia por pérdida de energía electrónica, y estudios del potencial promedio interno con una holografía de electrones.

### Funcionamiento

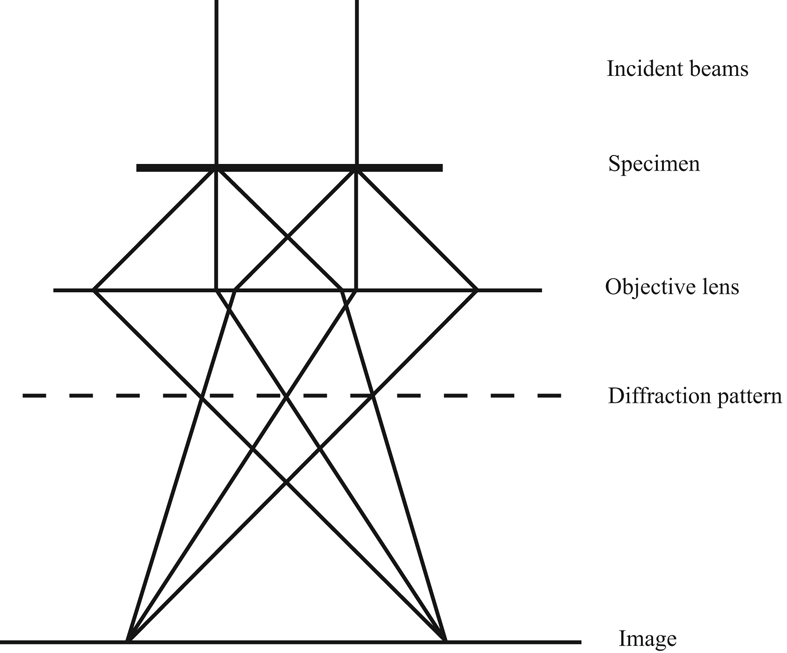
1: Esquema del recorrido de un haz de electrones en un MET.

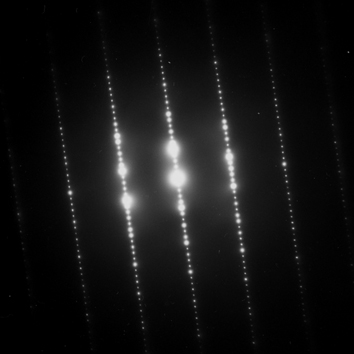
2: Patrón de difracción típico obtenido en un MET con un haz de electrones paralelo.

La figura 1 a la derecha es un esbozo simple del camino que sigue un haz de electrones paralelo en un MET, iniciando justo por encima de la muestra y hacia abajo hasta la pantalla fluorescente. Conforme los electrones pasan a través de la muestra son dispersados por el potencial electromagnético establecido por los elementos que constituyen la muestra. Después que los electrones abandonan la muestra pasan a través del objetivo (lente) electromagnético, que colecta los electrones dispersados en una misma dirección y los enfoca en un solo punto, este es el plano focal del microscopio y es aquí donde se forma la imagen. Manipulando el lente magnético del microscopio es posible observar el patrón de dispersión proyectado en la pantalla en lugar de la imagen. Un ejemplo de una imagen obtenida en esta forma se muestra en la figura #2.
Si la muestra se inclina con respecto al haz de electrones, se obtiene un patrón de difracción con diferente orientación. De esta forma, la trama recíproca del cristal puede ser delineado en tres dimensiones. Estudiando la ausencia sistemática de puntos de difracción se puede determinar la presencia de la trama Bravais, de cualquier eje de rotación así como planos de reflexión.

### Limitaciones
La difracción de electrones con un MET tiene varias limitaciones importantes. Primero, la muestra debe ser transparente a los electrones, lo que significa que el ancho de la muestra de ser del orden de 100 nm o menos. Por consiguiente, puede que se necesite una preparación lenta y cuidadosa de la muestra. Además, muchas muestras son vulnerables a los daños de la radiación del haz de electrones.
El estudio de materiales magnéticos es difícil dado que los campos magnéticos desvían los electrones por la fuerza de Lorentz. A pesar de que este fenómeno puede ser utilizado para estudiar el dominio magnético de los materiales mediante la microscopía de fuerzas de Lorentz, pero hace virtualmente imposible determinar la estructura del cristal.
Además, la difracción de electrones es a menudo considerada una técnica adecuada para determinar simetría, pero inexacta para determinar parámetros del tramado así como para determinar posiciones atómicas. En principio, este no es el caso exactamente: se ha demostrado que se pueden obtener parámetros del tramado con un error relativo menor al 0.1%. Sin embargo, es muy difícil obtener las condiciones experimentales adecuadas. Este procedimiento sigue siendo considerado como lento y los resultados son difíciles de interpretar, por lo que es común que se prefiera utilizar la difracción con rayos-X o de neutrones para determinar parámetros de tramado y posiciones atómicas.
No obstante, la mayor limitación de la difracción de electrones en un MET es el alto nivel de interacción que se requiere del usuario, comparativamente. La difracción con rayos-X o neutrones está muy automatizada, al igual que la interpretación de los datos obtenidos. Por el contrario, la difracción de electrones necesita un alto nivel de interacción por parte del usuario.

## Anotaciones
1. ↑  En el artículo en inglés se utiliza el término "unit cell" que es la agrupación atómica o molecular básica, cuya repetición forma la trama de la estructura cristalina